# 817 v.Chr.
Het jaar 817 v.Chr. is een jaartal volgens de christelijke jaartelling. 

## Gebeurtenissen

### Egypte
- Aanvang van de 23ste dynastie in het oude Egypte. De dynastie werd gesticht door farao Petubastis I.